# Meridiano 15 E
O meridiano 15 E é um meridiano que, partindo do Polo Norte, atravessa o Oceano Ártico, Europa, Oceano Atlântico, África, Oceano Antártico, Antártida e chega ao Polo Sul. Forma um círculo máximo com o Meridiano 175 W. Este meridiano é o eixo central do Horário da Europa Central.

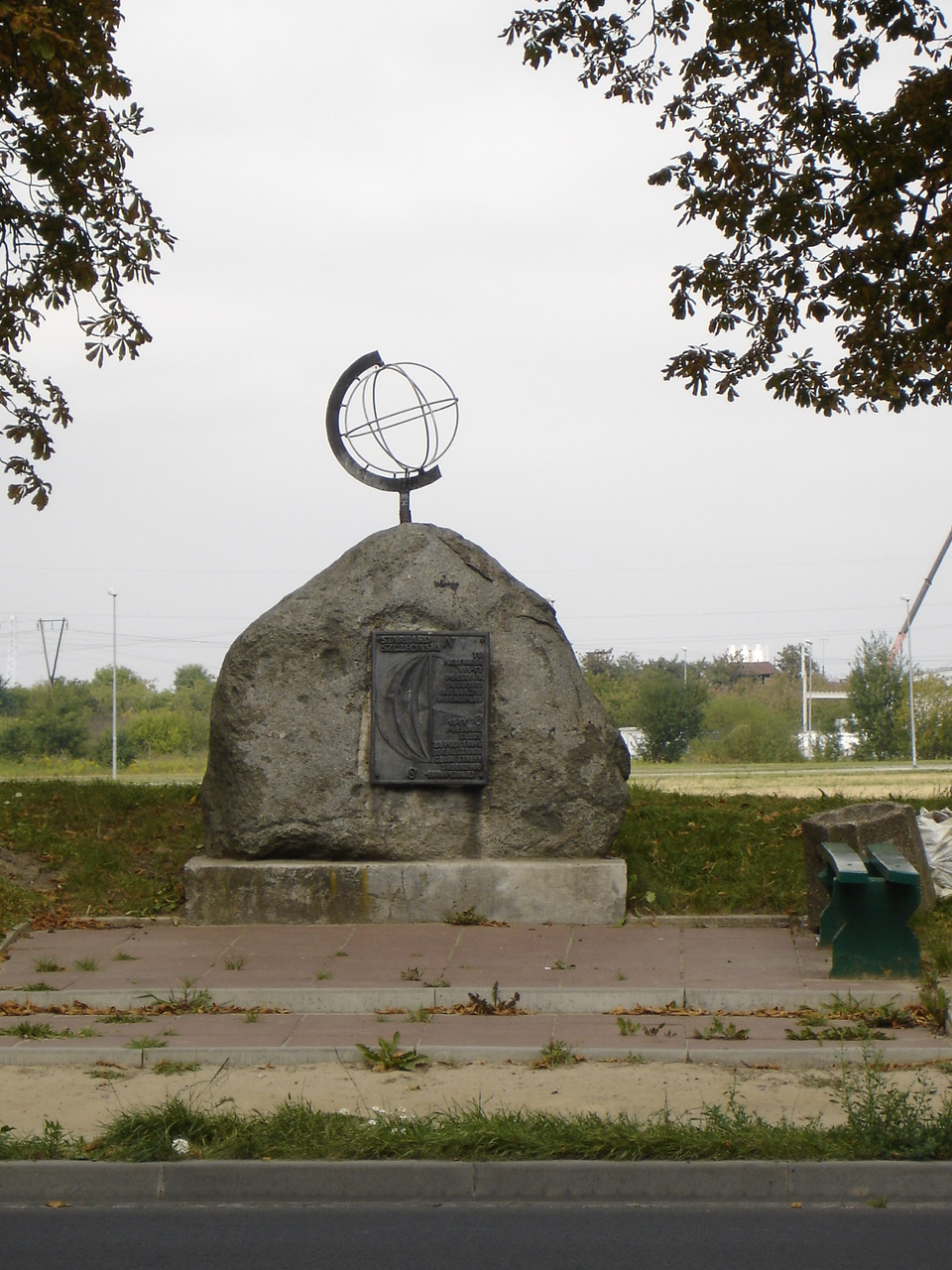
Monumento que marca a passagem do meridiano em Stargard, Polónia

Começando no Polo Norte, o meridiano 15 Este tem os seguintes cruzamentos sucessivos:
| País, território ou mar        | Notas                                                                |
| ------------------------------ | -------------------------------------------------------------------- |
| Oceano Ártico                  |                                                                      |
| Noruega                        | Ilha de Spitsbergen, Svalbard                                        |
| Oceano Ártico                  | Mar da Gronelândia Mar da Noruega                                    |
| Noruega                        | Ilhas Langøya, Austvågøy e Hinnøya                                   |
| Vestfjord                      |                                                                      |
| Noruega                        | Ilha de Engeløya e continente                                        |
| Suécia                         |                                                                      |
| Mar Báltico                    |                                                                      |
| Dinamarca                      | Ilha de Bornholm                                                     |
| Mar Báltico                    |                                                                      |
| Polónia                        |                                                                      |
| Alemanha                       |                                                                      |
| Polónia                        |                                                                      |
| Chéquia                        |                                                                      |
| Polónia                        |                                                                      |
| Chéquia                        |                                                                      |
| Áustria                        |                                                                      |
| Eslovênia                      |                                                                      |
| Croácia                        | Continente e ilhas Pag, Sestrunj e Dugi Otok                         |
| Mar Mediterrâneo               | Mar Adriático                                                        |
| Itália                         |                                                                      |
| Mar Mediterrâneo               | Mar Tirreno                                                          |
| Itália                         | Ilha Vulcano e Sicília                                               |
| Mar Mediterrâneo               |                                                                      |
| Líbia                          |                                                                      |
| Chade                          | Cerca de 1 km - o meridiano passa no ponto mais setentrional do país |
| Níger                          |                                                                      |
| Chade                          | Passa no Lago Chade                                                  |
| Camarões                       |                                                                      |
| Chade                          |                                                                      |
| Camarões                       |                                                                      |
| República Centro-Africana      |                                                                      |
| Camarões                       |                                                                      |
| República do Congo             |                                                                      |
| República Democrática do Congo |                                                                      |
| Angola                         |                                                                      |
| Namíbia                        |                                                                      |
| Oceano Atlântico               |                                                                      |
| Oceano Antártico               |                                                                      |
| Antártida                      | Terra da Rainha Maud, reclamada pela Noruega                         |